# 玉島警察署
玉島警察署（たましまけいさつしょ）は、岡山県警察が管轄する警察署の一つである。

## 所在地
- 岡山県倉敷市玉島1354番地

## 管轄区域
- 倉敷市（玉島・船穂・真備地域）
- 浅口市
- 浅口郡里庄町

## 沿革
- 1876年6月 浅口郡玉島村（現・倉敷市）に第3警察出張所を設置。
- 1877年2月 玉島警察署に改称。
- 1948年3月 浅口地区警察署、玉島市警察署、金光町警察署、鴨方町警察署、寄島町警察署に分割。
- 1954年7月1日 浅口地区警察署、玉島市警察署、金光町警察署、鴨方町警察署、寄島町警察署が統合し、岡山県玉島警察署となる。
- 2006年4月1日 総社警察署から倉敷市のうち真備地区が移管される。
- 2007年11月26日 岡山県下初の警察署付設射撃場を併設した新庁舎が竣工し、業務開始。
- 2018年4月24日 乙島東駐在所と乙島西駐在所が統合され乙島駐在所が開所。

## 交番
（）の中は所在地。
- 玉島中央交番（倉敷市玉島中央町三丁目）
  - 倉敷市のうち玉島（一部）、玉島一丁目 - 三丁目、玉島阿賀崎、玉島乙島（一部）、玉島柏島、玉島柏台一丁目 - 五丁目、玉島黒崎（一部）、玉島黒崎新町、玉島中央町一丁目 - 三丁目、玉島勇崎
- 新倉敷駅前交番（倉敷市玉島爪崎）
  - 倉敷市のうち新倉敷駅前一丁目 - 五丁目、玉島（一部）、玉島阿賀崎一丁目 - 五丁目、玉島陶、玉島爪崎、玉島富、玉島長尾、玉島服部、玉島道口、玉島道越、玉島八島、船穂町船穂（一部）
- 真備交番（倉敷市真備町箭田）
  - 倉敷市のうち真備町有井、真備町市場、真備町尾崎、真備町上二万、真備町下二万、真備町妹、真備町服部、真備町箭田
- 川辺交番（倉敷市真備町川辺）
  - 倉敷市のうち真備町岡田、真備町川辺、真備町辻田
- 金光駅前交番（浅口市金光町占見新田）
  - 浅口市のうち金光町占見、金光町占見新田、金光町大谷、金光町上竹、金光町佐方、金光町地頭下、金光町下竹、金光町須恵、金光町八重
- 鴨方交番（浅口市鴨方町鴨方）
  - 浅口市のうち鴨方町鴨方、鴨方町地頭上、鴨方町鳩ヶ丘一丁目 - 四丁目、鴨方町本庄、鴨方町深田、鴨方町益坂、鴨方町六条院中、鴨方町六条院西、鴨方町六条院東

## 駐在所
（）の中は所在地。
- 上成駐在所（倉敷市玉島上成）
  - 倉敷市のうち玉島（一部）、玉島上成、玉島乙島（一部）
- 乙島駐在所（倉敷市玉島乙島）
  - 倉敷市のうち玉島乙島（一部）
- 黒崎駐在所（倉敷市玉島黒崎）
  - 倉敷市のうち玉島黒崎（一部）
- 船穂駐在所（倉敷市船穂町船穂）
  - 倉敷市のうち船穂町船穂（一部）、船穂町水江、船穂町柳井原
- 小坂駐在所（浅口市鴨方町小坂西）
  - 浅口市のうち鴨方町小坂西、鴨方町小坂東、鴨方町みどりヶ丘一丁目 - 四丁目
- 里庄東駐在所（浅口郡里庄町里見）
  - 浅口郡里庄町のうち里見
- 里庄西駐在所（浅口郡里庄町新庄）
  - 浅口郡里庄町のうち新庄、新庄グリーンクレスト、浜中
- 寄島駐在所（浅口市寄島町）
  - 浅口市のうち寄島町